# Bibi Besch
Bibi Besch, nata Bibiana Maria Köchert (Vienna, 1º febbraio 1942 – Los Angeles, 7 settembre 1996), è stata un'attrice austriaca naturalizzata statunitense.

## Filmografia parziale

### Cinema
- Distance, regia di Anthony Lover (1975)
- The Captive: The Longest Drive 2, regia di Barry Shear (1976)
- Il branco (The Pack), regia di Robert Clouse (1977)
- Hardcore, regia di Paul Schrader (1979)
- The Promise, regia di Gilbert Cates (1979)
- Meteor, regia di Ronald Neame (1979)
- The Beast Within, regia di Philippe Mora (1982)
- Star Trek II - L'ira di Khan (Star Trek II: The Wrath of Khan), regia di Nicholas Meyer (1982)
- The Lonely Lady, regia di Peter Sasdy (1983)
- Who's That Girl, regia di James Foley (1987)
- 48 ore a Beverly Hills (He's My Girl), regia di Gabrielle Beaumont (1987)
- Appuntamento con un angelo (Date with an Angel), regia di Tom McLoughlin (1987)
- Kill Me Again - Uccidimi due volte (Kill Me Again), regia di John Dahl (1989)
- Fiori d'acciaio (Steel Magnolias), regia di Herbert Ross (1989)
- Tremors, regia di Ron Underwood (1990)
- Il matrimonio di Betsy (Betsy's Wedding), regia di Alan Alda (1990)
- Annunci di morte (Lonely Hearts), regia di Andrew Lane (1991)
- Mi familia - Tre generazioni di sogni (My Family), regia di Gregory Nava (1995)
- California Myth, regia di Michel Katz (1999)

### Televisione
- The Secret Storm – serie TV, 16 episodi (1967)
- L'amore è una cosa meravigliosa (Love Is a Many-Splendored Thing) – serie TV, 506 episodi (1971-1973)
- Somerset – serie TV, 5 episodi (1974)
- La lunga notte di Entebbe (Victory at Entebbe), regia di Marvin J. Chomsky – film TV (1976)
- Sulle strade della California (Police Story) – serie TV, 2 episodi (1976-1977)
- Betrayal – film TV (1978)
- Alla conquista del West (How the West Was Won) – serie TV, 1 episodio (1979)
- Lotta per la vita (Transplant) – film TV (1979)
- The Plutonium Incident – film TV (1980)
- The Sophisticated Gents – serie TV, 3 episodi (1981)
- Death of a Centerfold: The Dorothy Stratten Story – film TV (1981)
- I segreti di Midland Heights (Secrets of Midland Heights) – serie TV, 11 episodi (1980-1981)
- Segreti di Madre e Figlia (Secrets of a Mother and Daughter) – film TV (1983)
- The Day After - Il giorno dopo (The Day After) – film TV (1983)
- Trapper John (Trapper John, M.D.) – serie TV, 2 episodi (1982-1984)
- CBS Schoolbreak Special – serie TV, 2 episodi (1984)
- Dynasty – serie TV, 2 episodi (1984)
- Soli contro tutti (Mrs. Delafield Wants to Marry) – film TV (1986)
- Falcon Crest – serie TV, 6 episodi (1985-1986)
- New York New York (Cagney & Lacey) – serie TV, 2 episodi (1984-1987)
- Casa Keaton (Family Ties) – serie TV, 2 episodi (1981-1988)
- Dead Solid Perfect – film TV (1988)
- La parte erogena di un transessuale (Extreme Close-Up) – film TV (1990)
- Cuori ribelli (Crazy from the Heart) – film TV (1991)
- Nel segno del padre (Doing Time on Maple Drive) – film TV (1992)
- Un medico fra gli orsi (Northern Exposure) – serie TV, 2 episodi (1992-1993)
- Due poliziotti a Palm Beach (Silk Stalkings) – serie TV, 3 episodi (1992-1994)
- La signora in giallo (Murder, She Wrote) – serie TV, episodi 4x17-11x09 (1988-1994)
- Sola con i miei bambini (Abandoned and Deceived) – film TV (1995)
- Ritorno a Wounded Heart (Wounded Heart) – film TV (1995)
- The Jeff Foxworthy Show – serie TV, 6 episodi (1995-1996)